# Theophanis Lamboukas
Theophanis Lamboukas, conhecido pelo seu nome artístico de Théo Sarapo (Paris, 26 de Janeiro de 1936 – Limoges, 28 de Agosto de 1970) foi um cantor francês e último marido de Edith Piaf.
Sarapo foi inicialmente um cabeleireiro, tendo mais tarde abraçado a carreira de actor e cantor. Apresentado por Claude Figus a Edith Piaf, casou-se com ela aos 26 anos enquanto Edith tinha 46 anos e a saúde já fortemente debilitada (viria a morrer um ano e um dia depois a 10 de outubro de 1963), o que causou escândalo em França.
Ainda em 1962, Sarapo e Piaf obtiveram um enorme sucesso com a canção À quoi ça sert l’amour. O seu casamento com Piaf também permitiu à sua irmã, Christie Laume  se lançar no mundo da canção
Após a morte de Piaf, Sarapo herdou cerca de 7 milhões de francos de dívidas, o que levou ao despejo do apartamento que ambos partilharam no Boulevard Lannes em Paris.
Quando começou a cantar com Piaf, Sarapo possuía uma voz muito anasalada. Nos anos seguintes melhorou-a, passando a ter uma voz bastante aveludada. Após a morte de Piaf, Sarapo ainda obteve grandes êxitos com as canções “La maison que ne chante plus” e “Le Jour viendrá” e outros mais modestos com “La ronde” e “Nous n’etions pas pareils”.
Sarapo era um actor e o seu filme mais conhecido foi Judex de Georges Franju que estava a ser rodado quando Edith Piaf morreu.
Nunca libertou-se da fama de ter aproveitado da influência de Edith Piaf, quando esta estava débil e doente terminal. Sarapo morreu num acidente de automóvel em 28 de Agosto de 1970.
Sarapo está sepultado ao lado de Edith, no cemitério do Père Lachaise em Paris